# Agence européenne pour l'environnement
Pour les articles homonymes, voir AEE.

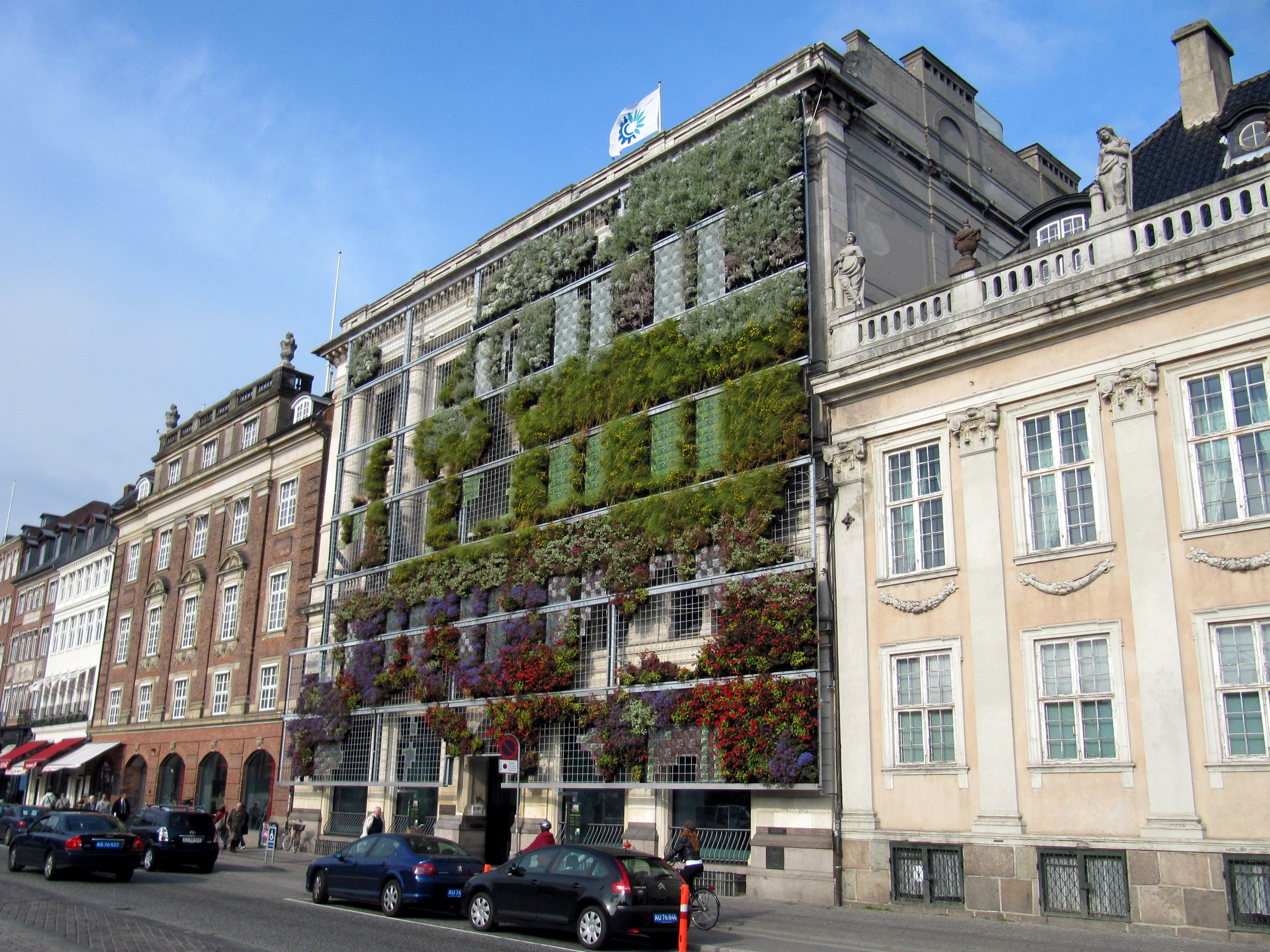
« Biobardage » semi-transparent et végétalisé protégeant et décorant la façade de l'Agence européenne pour l'environnement à Copenhague.

L’Agence européenne pour l'environnement (AEE) est une agence de l'Union européenne vouée à la préservation et à la surveillance de l'environnement européen. Elle est en activité depuis 1994.
L'agence collecte et rend disponibles les informations environnementales en provenance du rapportage des États membres pour le territoire européen. Elle publie notamment, tous les cinq ans, un rapport exhaustif sur l’état de l’environnement en Europe et les perspectives en la matière. Le sixième et dernier en date de ces rapports, publié en 2020, est intitulé L’environnement en Europe — État et perspectives 2020 (SOER 2020). Il a paru au moment d'une Communication sur le pacte vert pour l’Europe présentant un plan d'action de cinq ans pour l'Union européenne.

## Objectifs
L'Agence européenne pour l'environnement soutient le développement durable et favorise l'amélioration significative et mesurable de l'environnement européen en fournissant des informations adéquates, ciblées, pertinentes et fiables aux décideurs et au public.
Elle permet à l’Union européenne et aux États membres de prendre en bonne connaissance de cause des décisions concernant l’amélioration de l’environnement, de tenir compte des impératifs environnementaux dans les politiques économiques et de progresser sur la voie du développement durable.
Pour cela, elle met à disposition un large éventail d’informations et d’évaluations. Celles-ci portent sur l’état de l’environnement et les tendances constatées dans ce domaine, ainsi que sur les pressions exercées sur l’environnement et les forces économiques et sociales qui les animent. Dans ce cadre, elle coordonne le réseau européen d'information et d'observation sur l'environnement.
Elle étudie les politiques mises en œuvre et leur efficacité. Elle tente de cerner les tendances, les perspectives et les problèmes qui pourraient survenir à l’avenir au moyen de scénarios et d’autres techniques. Elle publie des rapports annuels et — de plus en plus — des « dépêches », informations portant sur des problématiques particulières.

## Création
L'Agence européenne pour l'environnement a été établie en 1990 par un règlement. Elle est entrée en fonctionnement en 1993 et est devenue opérationnelle en 1994.

## Membres

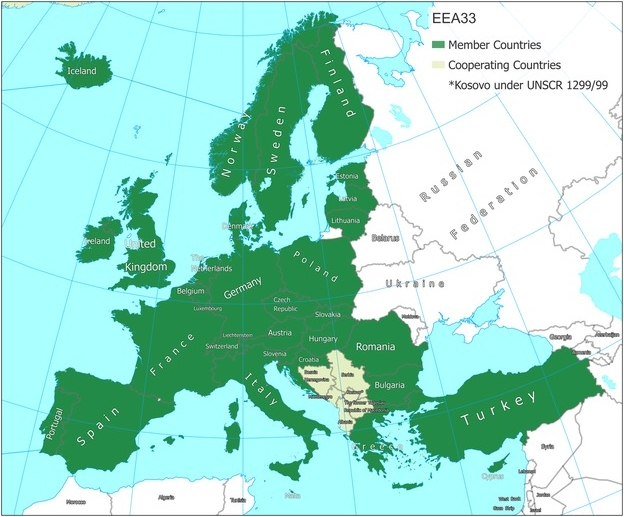
Carte des pays membres et collaborateurs.

Au 1er février 2020, l'agence compte 32 membres :
- les 27 États membres de l'UE ;
- l'Islande, le Liechtenstein, la Norvège, la Suisse et la Turquie ;

et six pays collaborateurs :
- l'Albanie, la Bosnie-Herzégovine, la Macédoine, la Serbie, le Monténégro, et le Kosovo.

Le Groenland dispose d'un statut d'observateur.

## Directeurs exécutifs
| Nom                     | Nationalité | Période     |
| ----------------------- | ----------- | ----------- |
| Domingo Jiménez-Beltrán | Espagne     | 1994 – 2003 |
| Jacqueline McGlade      | Royaume-Uni | 2003 – 2013 |
| Hans Bruyninckx (en)    | Belgique    | 2013 –      |

## Ressources
Les ressources de l'Agence ont évolué comme suit :
- 2006 : 34 562 415 €
- 2007 : 35 133 592 €
- 2008 : 37 026 838 €[5]
- 2009 : 39 627 082 €[6]
- 2010 : 50 592 402 €[7]
- 2011 : 62 230 448 €[7]
- 2012 : 41 627 249 €[7]
- 2013 : 49 270 722 €[8]
- 2014 : 52 573 071 €[9]
- 2015 : 49 156 474 €[10]
- 2016 : 50 487 497 €[10]
- 2017 : 57 489 306 €[10]

## Critiques
Le 10 mai 2012, le Parlement européen a voté le report des « décharges budgétaires » de l'AEE, suivant les décisions adoptées fin mars par sa commission du contrôle budgétaire. Les parlementaires pointent le fait que la directrice exécutive de l'agence, Jacqueline McGlade, a siégé, entre juin 2010 et avril 2011, au conseil d'administration de l'ONG de défense de l'environnement Earthwatch. Or, celle-ci a perçu de l'AEE un montant de quelque 33 000 euros, en règlement de frais de voyage et de formation d'une trentaine de salariés de l'agence européenne. La Cour des comptes européenne y voyait « un risque de conflit d’intérêts ». L’AEE a également été critiquée pour avoir doté la façade de son siège, cis à Copenhague, d'un mur végétal, pour quelque 300 000 euros. Il a en outre été reproché à l’AEE d'avoir hébergé gratuitement dans ses locaux l’ONG de défense de l'environnement Worldwatch Institute.